# Рогачёво (аэродром)
А́мдерма-2 — военный аэродром в Архангельской области на острове Южный архипелага Новая Земля, в 400 км севернее аэродрома Амдерма-1. Обслуживает два населённых пункта: Рогачёво и Белушья Губа (в 9 км юго-западнее аэродрома). Разговорное название аэродрома — «Рогачёво».
В 2012 году было сообщено о размещении на аэродроме авиационной группы истребителей-перехватчиков МиГ-31. Годом позже от планов размещения отказались.
В конце 2014 года было объявлено, что аэродром будет использоваться в качестве одного из пунктов базирования сил Объединённого стратегического командования «Север», официально созданного 1 декабря 2014 года.

## История
Название «Амдерма-2» было присвоено аэродрому в советский период в целях соблюдения режима секретности (в действительности от Рогачёво до посёлка Амдерма около 400 км).
С 1972 года на аэродроме базировался 641-й гвардейский Виленский ордена Кутузова III степени истребительный авиационный полк. С 1964 до 1988 года полк был вооружён истребителями-перехватчиками Як-28П, с 1987 года началось перевооружение на новые истребители Су-27. В 1993 году полк перебазирован на аэродром Африканда, где объединён с 431-м иап. На их базе был 1 сентября 1993 года образован 470-й гвардейский Виленский ордена Кутузова истребительный авиационный полк.

## Авиакомпании и пункты назначения
До 2012 года дважды в неделю авиакомпания «Нордавиа» выполняла пассажирский рейс Архангельск (Талаги) — Амдерма-2 — Архангельск (Талаги) на самолёте Ан-24.
C 5 ноября 2015 года «Авиастар Петербург» выполняет пассажирские и грузовые рейсы по маршруту Архангельск (Талаги) — Амдерма-2 — Архангельск (Талаги) на самолётах Ан-24 и Ан-26.